# Raduga Ch-15
Die Raduga Ch-15 (russisch Х-15, NATO-Codename AS-16 Kickback) ist eine überschallschnelle Luft-Boden-Rakete zur Bekämpfung von strategischen Bodenzielen.

## Entwicklung
Die Ch-15 wurde als Gegenstück zur US-amerikanischen AGM-69 SRAM entwickelt. Die Entwicklung begann 1978 im Konstruktionsbüro Raduga in Moskau. Das System wurde im Jahre 1988 bei den sowjetischen Luftstreitkräften eingeführt. Erstmals wurde die Ch-15 im Jahr 1992 der Öffentlichkeit präsentiert. Im Westen bekam dieses System den Spitznamen „SRAMski“, da es dem US-Gegenstück ähnelt.

## Varianten
Ch-15 (RKW-15)Standardversion, gesteuert durch ein Trägheitsnavigationssystem, mit einem 350-kT-Nuklearsprengkopf. Reichweite 200–280 km.
Ch-15PVersion mit verbesserter Präzision und einer Reichweite von 300–350 km. Entwicklung 1991 eingestellt.
Ch-15EVersion zur Radarbekämpfung mit einem passiven Radarsuchkopf und einem 150-kg-Splittergefechtskopf. Reichweite 120–150 km. Entwicklung eingestellt.
Ch-15S/AVersion zur Schiffsbekämpfung, vorgestellt 1993. Mit einem 150-kg-Penetrationsgefechtskopf und aktivem Radarsuchkopf im Ku-Band. Reichweite 120–150 km. Entwicklung eingestellt.
Ch-15SEExportversion der Ch-15A.

## Technik
Die Oberfläche des stromlinienförmigen Rumpfes der Ch-15 besteht aus einer hitzebeständigen Wolfram-Molybdän-Legierung. An der Lenkwaffenspitze ist eine zusätzliche Wärmedämmschicht aufgebracht. Am Flugkörperheck befinden sich drei aerodynamische Steuerflächen aus einer Titanlegierung. Die Ch-15 wird von einem hochenergetischen 9A2001-Dualpuls-Feststoffraketentriebwerk der Firma OKB Sojus angetrieben. Dieses arbeitet mit zwei unterschiedlichen Schubstufen für den Start und den Marschflug. Der Raketenantrieb kann zwischen der Zündung des Start- und Marschantriebes pausieren.
Vor dem Start müssen im Navigationssystem der Lenkwaffe die Koordinaten des Ziels eingegeben werden. Dies kann am Boden oder auch an Bord des Trägerflugzeuges geschehen. Die Ch-15 kann in einem Höhenbereich von 300–22.000 m gestartet werden. Nach dem Abwurf vom Flugzeug erfolgt zunächst eine kurze antriebslose Phase. Erst in sicherem Abstand zum Flugzeug zündet das Raketentriebwerk im Lenkwaffenheck. Danach steigt die Lenkwaffe in einer aeroballistischen Flugbahn auf eine Höhe von 40.000 m. Der Zielanflug erfolgt in einem steilen Sturzflug mit einer Geschwindigkeit von Mach 5. Um eine Flugstrecke von 200 km zurückzulegen, benötigt die Ch-15 zwischen 180 und 200 Sekunden. Die minimale Einsatzdistanz beträgt 40 km. Der thermonukleare Sprengkopf kann mittels Näherungszünder in der Luft zünden oder mit dem Aufschlagzünder bei Bodenkontakt ausgelöst werden.
Ziele für die Ch-15 sind Militärflugplätze, Radarstationen, Flugabwehrstellungen und Kommandoposten.

## Trägerflugzeuge
- Tupolew Tu-95 mit maximal 12 Lenkwaffen im Waffenschacht
- Tupolew Tu-22M mit maximal 6 Lenkwaffen im Waffenschacht und 4 an zwei Außenlaststationen
- Tupolew Tu-160 mit maximal 24 Lenkwaffen im Waffenschacht